# Фердинан де Сосюр
Фердинан де Сосюр (фр. Ferdinand de Saussure; 26 листопада 1857, Женева — 22 лютого 1913) — швейцарський лінгвіст, засновник структуралізму. Його вважають одним з основоположників сучасної лінгвістики й одним із найвидатніших мовознавців XX століття. Серед найважливіших праць — «Курс загальної лінґвістики» (Cours de linguistique générale; виданий посмертно, 1916 року), перекладений багатьма мовами.

## Біографія
Фердинанд де Соссюр народився в Женеві (франкомовна частина Швейцарії) в сім'ї, яка дала світові видатних учених, головним чином геологів і ботаніків. Інтерес юнака до мови та її законів став визначним при виборі університету. В 1870-х роках головною сферою занять Соссюра вважалась індоєвропеїстика, а всі найкращі вчені працювали в Лейпцигу. Соссюр поїхав туди навчатися. Він дуже швидко збагнув усі премудрості індоєвропейських мов й у 20 років (такого ще у світовій лінгвістиці не було) написав велику за обсягом і важливу за значенням книгу «Записки про первинну систему голосних в індоєвропейських мовах», яка була видана 1879 року. У ній Соссюр запропонував абсолютно нові ідеї, що значно випереджали свій час. Спираючись лише на системність мови, він висунув гіпотезу про існування в праіндоєвропейській мові особливих фонем, які не збереглися в жодній відомій мові, але вплинули на вимову сусідніх голосних. Соссюр назвав ці фонеми ларингалами (від грецького «горлянка»). Вже після смерті Фердинанда де Сосюра виявилося, що у повторно відкритій хетській мові, одній із найдавніших відомих нам індоєвропейських мов, ще зберігався один із ларингалів. Саме з цієї книги Ян Бодуен де Куртене взяв термін «фонема», надавши йому нового змісту.
Проте книга принесла Соссюрові не лише відомість, а й багато прикрощів. Провідні вчені Німеччини не сприйняли ідей Фердинанда де Соссюра, визнавши їх занадто сміливими. Його праця зазнала нищівної критики. Захистивши дисертацію, Соссюр покинув непривітну Німеччину й переїхав до Парижа, де працював понад десять років, а потім повернувся в рідну Женеву й до кінця життя викладав у Женевському університеті. Соссюр написав небагато, а опублікував ще менше.

Юнацька праця залишилася єдиною книгою, виданою за життя. Колишня знаменитість була забута. Помер Фердинанд де Соссюр порівняно рано. А в 1916 році, через три роки після його смерті, з'явився «Курс загальної лінгвістики», який увічнив його ім'я. Фердинанд де Соссюр не збирався видавати книгу, поки його ідеї не наберуть «довершеної форми». Лише наприкінці життя Соссюр почав вести курс загальної лінгвістики. Він тричі викладав цей курс, імпровізуючи перед студентами і часто придумуючи щось нове на ходу. Наприклад, на одній із лекцій він сказав студентам:
Закреслімо терміни «поняття» і «акустичний знак» і замінимо їх на «позначене» й «позначення».
Сьогодні неможливо уявити лінгвістику без двох останніх термінів. Коли Фердинанд де Соссюр помер, двоє його колишніх студентів — відомі лінгвісти Шарль Баллі й Альберт Сеше постановили на його честь видати цей курс. Вони зібрали у студентів конспекти, з'єднали на їх основі тричі прочитаний курс в один, додали дещо від себе й видали працю від імені старшого колеги, хоча авторів насправді було троє.
«Курс загальної лінгвістики» дуже швидко став відомим у всьому світі й був перекладений на багато інших мов (український переклад Андрія Корнійчука та Костянтина Тищенка вийшов друком в 1998 році у київському видавництві «Основи»). Часто його називають найважливішою лінгвістичною працею XX сторіччя. Найбільше враження справили три ідеї Соссюра: про розмежування мови, мовлення та мовної діяльності, мову як систему знаків та розрізнення синхронії й діахронії. Також, у Курсі йдеться про системність мовних явищ, поняття значущості мовного елемента та відношення між мовними одиницями. Мовознавець виразно виокремив поняття зовнішньої та внутрішньої лінгвістики на прикладі з шахами: внутрішнім є все те, що стосується системи та правил цієї гри, якщо змінити кількість фігур на дошці, це глибоко зачепить внутрішню структуру; зовнішнім фактором виступає те, що ця гра перейшла до Європи з Персії. 
Мовознавство XX сторіччя впевнилося в істотній різниці між двома поняттями, запропонованими Фердинандом де Соссюром, — мовою та мовленням. Перед лінгвістами постало питання: текст належить до явищ мови чи мовлення? Де його місце? Соссюр порівнював людей зі словниками. Можна провести аналогію між людьми і текстами: кожен з них є неповторним.

## Переклади українською
- Сосюр Ф. де. Курс загальної лінґвістики. / Фердінан де Сосюр; [пер. з фр. А. Корнійчук, К, Тищенко]. — К.: Основи, 1998. — 324 с.